# Faktori

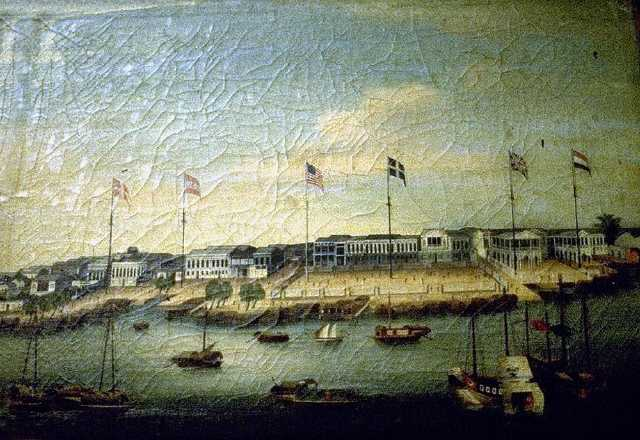
Målning av de utländska faktorierna i Kanton 1780, där bland annat Sveriges flagga kan ses i mitten

Faktori (av latinets factor; jämför med engelskans factory, fabrik) är en äldre benämning för större fabrikskomplex eller verkstad, särskilt för tillverkning av gevär. Ett faktori förestås av en faktor.
Faktori betecknar också ett betydande varunederlag eller en liten koloni av handelsfilialer, i främmande – vanligen transoceana – länder, för export av landets naturprodukter och import av hemlandets industrialster. Organisationen av europeiska länders handelsförbindelser med utomeuropeiska länder började i många fall med upprättandet av faktorier i dessa länder. Särskilt kända är faktorierna i Kanton, vilken var den enda kinesiska hamnen öppen för västeuropeisk och nordamerikansk handel mellan 1760 och 1842.